# Ваља Улејулуј (Арђеш)
Ваља Улејулуј (рум. Valea Uleiului) насеље је у Румунији у округу Арђеш у општини Ваља Јашулуј. Oпштина се налази на надморској висини од 461 m.

## Становништво
Према подацима из 2002. године у насељу је живело 254 становника, од којих су сви румунске националности.